# Lacydonia laureci
Lacydonia laureci är en ringmaskart som beskrevs av Laubier 1975. Lacydonia laureci ingår i släktet Lacydonia och familjen Lacydoniidae. Arten har ej påträffats i Sverige. Inga underarter finns listade i Catalogue of Life.